# 순천왕운중학교
순천왕운중학교(順天旺雲中學校)는 대한민국 전라남도 순천시 왕지동에 있는 공립 중학교이다.

## 학교 연혁
- 2009년 11월 30일 : 순천왕운중학교 설립 인가
- 2011년 3월 1일 : 순천왕운중학교 개교, 초대 문충완 교장 부임
- 2014년 2월 14일 : 제1회 297명 졸업
- 2024년 3월 1일 : 제6대 백태금 교장 부임
- 2025년 1월 10일 : 제12회 221명 졸업(총 3,105명 졸업)
- 2025년 3월 4일 : 2025학년도 신입생 입학(8학급 239명)

## 참고 자료
- 순천왕운중학교 - 한국교육학술정보원 학교알리미